# マーチン・パール
マーチン・ルイス・パール（Martin Lewis Perl, 1927年6月24日 – 2014年9月30日）アメリカ合衆国の物理学者。タウ粒子の発見により1995年度のノーベル物理学賞を受賞した。

## 略歴
ニューヨーク出身。両親はロシアのポーランド人居住区からのユダヤ人移民。
1948年にブルックリンのポリテクニック大学（NYU タンドン・スクール・オブ・エンジニアリング）を卒業し、1955年にコロンビア大学で博士号を取得した。その後、ミシガン大学とSLAC国立加速器研究所（スタンフォード線形加速器センター）で働いた。
現在は米国のための科学者と技術者のアドバイザリー委員を務めている。